# Гатала Ігор Тарасович
Ігор Тарасович Гатала (нар. 18 червня 1998, с. Біла, Тернопільська область, Україна) — український футболіст, екс-нападник футбольного клубу «Нива» (Тернопіль).

## Життєпис
На юнацькому рівні виступав за «Тернопіль», «ДЮСШ-2 Тернопіль», ЛДУФК (Львів), «Скалу» (Моршин) та «Скалу-2» (Моршин).
Дорослу футбольну кар'єру розпочав 2015 року в клубі КАМ (Бурдяківці) з чемпіонату Тернопільської області. Наступного року перейшов до іншого клубу Тернопільщини, «Агрон-ОТГ», у складі якого став срібним призером обласного чемпіонату та найкращим бомбрадиром турніру (8 голів).
Під час зимової перерви сезону 2016/17 років перейшов у «Ниву», яка виступала в аматорському чемпіонаті України. У футболці тернопільського клубу дебютував 22 липня 2017 року в переможному (2:0) домашнього поєдинку 2-го туру групи «А» Другої ліги України проти білоцерківського «Арсенала-Київщини». Ігор вийшов на поле на 51-ій хвилині, замінивши Андрія Понєдєльніка. Дебютними голами у професіональному футболі відзначився 13 серпня 2017 року на 5-ій та 14-ій хвилинах переможного (2:0) домашнього поєдинку 6-го туру групи «А» Другої ліги України проти стрийської «Скали». Гатала вийшов на поле в стартовому складі, а на 80-ій хвилині його замінив Андрій Понєдєльнік. Наприкінці грудня 2020 року Ігорем зацікавився харківський «Металіст 1925», але переговори зайшли в глухий кут: харків'яни наполягали на оренді футболіста, а тернополяни вимагали лише повноцінного трансфера, тому нападник й надалі продовжив кар'єру в «Ниві». За підсумками сезону 2019/20 років допоміг «Ниві» виграти групу А Другої ліги та підвищитися в класі. У Першій лізі України дебютував 5 вересня 2020 року в нічийному (1:1) виїзному поєдинку 1-го туру проти харківського «Металіста 1925». Ігор вийшов на поле на 81-ій хвилині, замінивши Андрія Різника. Першим голом у Першій лізі України відзначився 30 жовтня 2020 року на 52-ій хвилині нічийного (2:2) домашнього поєдинку 10-го туру проти кременчуцького «Кременя».